# Pierre Quillard

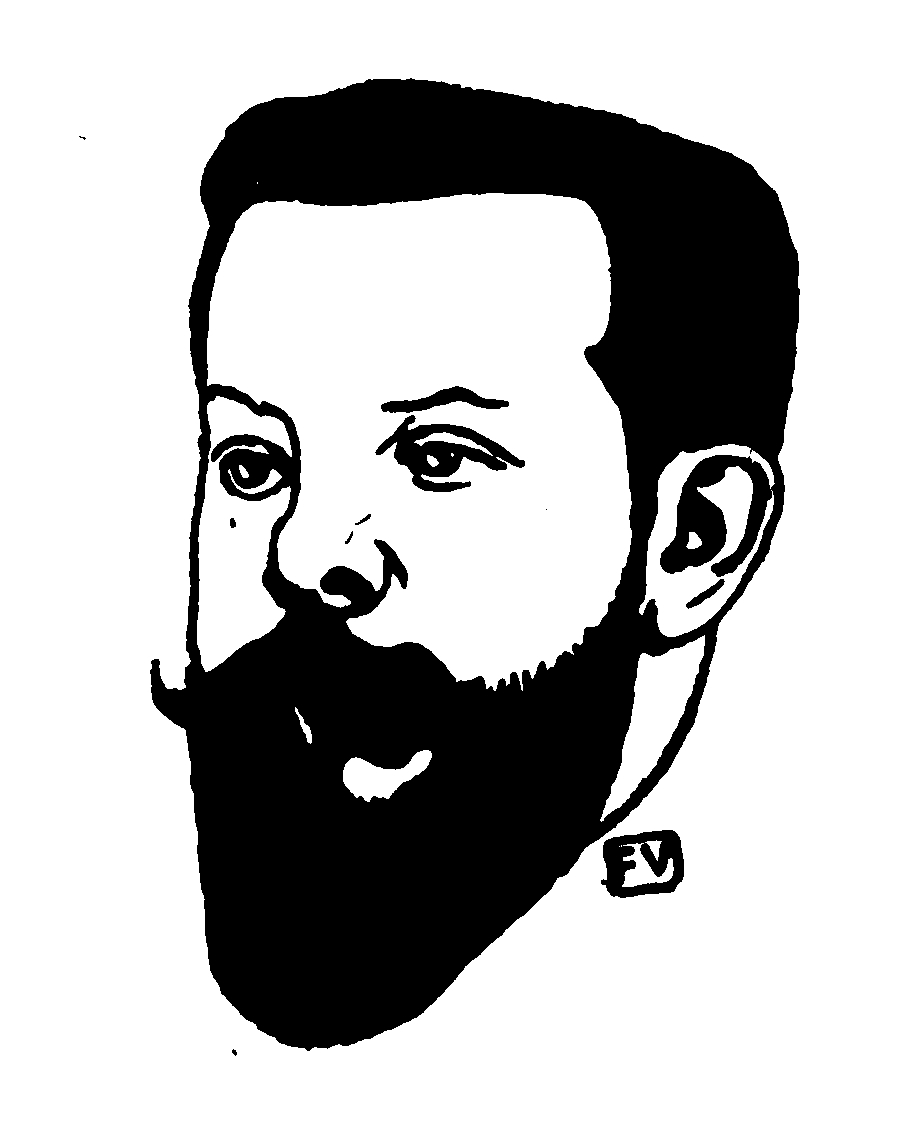
Pierre Quillard.

Pierre Quillard, född den 14 juli 1864 i Paris, död den 4 februari 1912 i Neuilly-sur-Seine, var en fransk författare.
Quillard debuterade med en parnassienpåverkad dikt La gloire du verbe (1885), varpå följde det tragiska symbolistiska versdramat La fille aux mains coupées (1886), L'errante (1896) och diktsamlingen La lyre héroïque et dolente (1898). 1892–97 professor vid det armeniska universitetet i Konstantinopel, arbetade Quillard ivrigt för Armeniens frihet, dels genom egna arbeten (La question d’Orient, 1898, Pour l'Arménie, 1902), dels genom veckotidskriften "Pro Armenia". Quillard översatte även Porfyrios (1893), Æmilianus (1895), Iamblichos (samma år), Sofokles "Filoktetes" (1896) och Herondas (1901).